# Тайная история (роман)
«Тайная история» (англ. The Secret History) — первый роман американской писательницы Донны Тартт, изданный в сентябре 1992 года.

## Предыстория
Основой романа стал автобиографический опыт. Южанка Донна Тартт в 1981 году поступила в Университет Миссисипи, где зарекомендовала себя столь хорошо, что ей посоветовали перевестись в престижный Беннингтонский колледж, который она закончила по специальности «Классическая филология» в 1986 году. Там она познакомилась с автором знаменитого «Американского психопата» Бретом Истоном Эллисом, которому в частности посвящена «Тайная история».
Свой первый роман Донна Тартт начала писать в 1984 году, будучи второкурсницей.

## Сюжет
Действие романа разворачивается не на родном американском Юге, который станет местом действия второго романа Тартт «Маленький друг», а в Новой Англии, в колледже Хэмпден, во многих отношениях напоминающем Беннингтон. Основанный на матрице университетского романа, он повествует о тесно сплоченной группе из шести студентов, изучающих древнегреческий язык.
Роман «Тайная история» имеет аналитическую композицию (которую впервые использовал Софокл в «Царе Эдипе») — книга начинается с убийства. Дальнейшее повествование — ретроспектива событий, приведших к нему, и его последствий. Это перевернутая детективная история, рассказанная одним из шести студентов, Ричардом Пэйпеном, который спустя годы размышляет о ситуации, приведшей к убийству их друга Эдмунда «Банни» Коркорана. По словам Тартт, желание рассказать об убийстве в прологе и стало первым толчком к написанию романа. Она вдохновлялась хичкоковским саспенсом: читатель, конечно, знает к чему всё идет, но это делает наблюдение за персонажами, которые не знают, ещё более напряжённым.
Первоначально роман назывался «Бог иллюзий» (на некоторых языках до сих пор так), о чём сама писательница говорит в интервью. Такое название имело основание, поскольку роман исследует, как именно влияют университетское образование и художественные тексты на формирование личности. Название «Тайная история» отсылает к произведению византийского историка Прокопия Кесарийского. Исполняя обязанности военного летописца при дворе императора Юстиниана, он написал восьмитомную «Историю войн», которую снабдил «неофициальным» дополнением — памфлетом под заглавием «Anecdota». В нем он излагает закулисные причины описанных в «Истории» политических событий и весьма критически оценивает действия императора. Греческое название памфлета переводилось на английский как «The Secret History», а на русский — как «Тайная история».

## Издание на русском языке
Впервые роман «Тайная история» был издан в России в 1999 году в переводе Ю. Рыбаковой и М. Поповец.
Следующее издание романа «Тайная история» был осуществлено в 2008 году в переводе  Д. Бородкина и Н. Ленцман. В последующем в данном переводе книга издавалась ещё несколько раз (2009, 2014, 2019, 2021).
В 2025 году роман был запрещён к распространению в Беларуси.